# Forte de São Francisco Xavier de Rosto de Cão

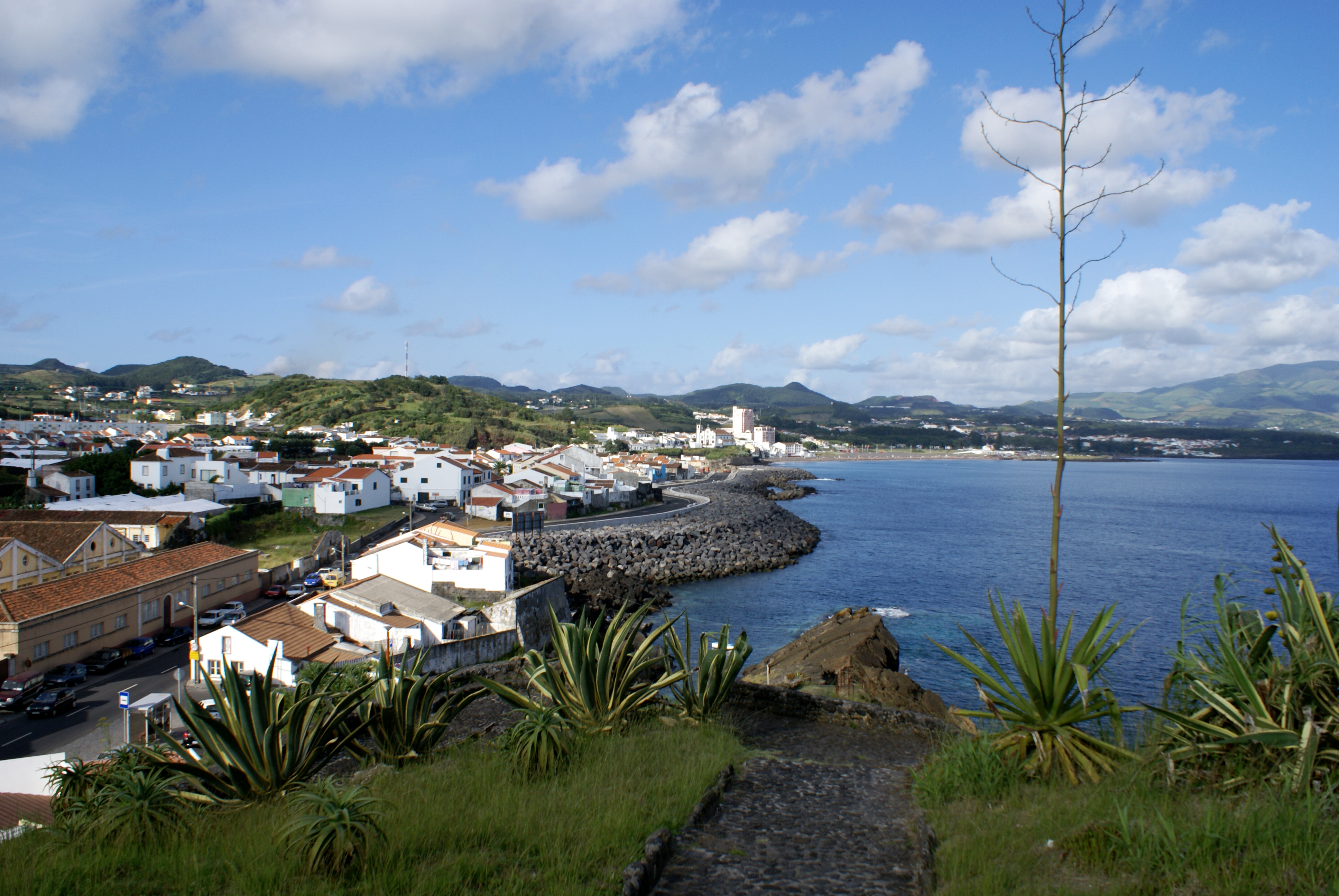
Rosto de Cão, Ponta Delgada.

O Forte de São Francisco Xavier de Rosto de Cão localiza-se na freguesia de São Roque, no concelho de Ponta Delgada, na costa sudeste da ilha de São Miguel, nos Açores.
Em posição dominante sobre este trecho do litoral, constituiu-se em uma fortificação destinada à defesa deste ancoradouro contra os ataques de piratas e corsários, outrora frequentes nesta região do oceano Atlântico.

## História
No contexto da instalação da Capitania Geral dos Açores, o seu estado foi assim reportado em 1767:
"5.° — Forte de S Francisco Xavier. Tem 6 canhoneiras e 5 peças de ferro, 4 incapazes e 1 boa: precisa 5."
Ao final do século XVIII, a Relação dos Castelos e mais Fortes da Ilha de S. Miguel do seu estado do da sua Artelharia, Palamentas, Muniçoens e do q.' mais precizam, pelo major engenheiro João Leite de Chaves e Melo Borba Gato, informava:
"Forte de S. Fran.co Xavier - No lugar de Rosto de cam, q.' defende hu'a pequena praia; está algu'a couza danificado nas cazas e em hu'a trincheira q.' repara a sua entrada, e não tem porta tem 8 canhoneiras, e 7 peças desmontadas, quaze cubertas d'areia, e terra o flanco q.' defende a praia he mui curto: Palamenta e munições nada tem."
A "Relação" do marechal de campo Barão de Bastos em 1862 informa que se encontrava arruinado e observa: "Pode desde já desprezar-se pela sua má situação e defeituoza construcção."
No século XX, esta estrutura era vizinha ao antigo posto dos Correios de São Roque.
Em mãos de particulares, chegou até aos nossos dias em bom estado, com apenas um rombo na muralha.

## Características
Constitui-se em um forte de pequenas dimensões, em cujos muros se rasgam oito canhoneiras.